# THE IDOLM@STER BEST ALBUM ~MASTER OF MASTER~
'THE IDOLM@STER BEST ALBUM~MASTER OF MASTER~' (아이돌마스터 베스트 앨범 마스터 오브 마스터)는 2008년 11월 19일부터 일본 컬럼비아에서 발매된 베스트 앨범.

## 개요
게임 'THE IDOLM@STER' 및, 그에서 파생한 미디어 믹스 프로젝트 'PROJECT IM@S' 관련 악곡을, CD에 이미 수록된 음원· 신록판·리믹스판으로 수록. 베스트 음반인 것에도 불구하고 신록부분이 많은 것은 THE IDOLM@STER 관계자 전원이 '지금 할 수 있는 최선을 다한' 베스트반이기 때문. CD2 매 셋트. 덧붙여 이 작품은 발매원이 발매일에 제고품절을 일으키고 있다.

## 수록곡

### Disc1
1. GO MY WAY!! *
가: IM@S ALLSTARS[아마미 하루카(나카무라 에리코) · 키사라기 치하야(이마이 아사미) · 하기와라 유키호( 오치아이 유리카) · 타카츠키 야요이(니고 마야코) · 아키즈키 리츠코(와카바야시 나오미) · 미우라 아즈사(타카하시 치아키) · 미나세 이오리(쿠기미야 리에) · 키쿠치 마코토(히라타 히로미) · 후타미 아미/마미(시모다 아사미) · 호시이 미키(하세가와 아키코)]
작사: yura, 작곡·편곡: NBGI(고사키 사토루)
2. 개막의 인사
3. Do-Dai(M@STER VERSION)*
가: 타카츠키 야요이(니고 마야코)·후타미 아미/마미(시모다 아사미)·텐카이 춘향(나카무라 에리코)
작사: NBGI(mft), 작곡·편곡: NBGI(나카가와 코지)
4. 마법을 걸어! (M@STER VERSION)*
가: 아키즈키 리츠코(와카바야시 나오미)·하기와라 유키호(오치아이 유리카)
작사·작곡·편곡: NBGI(고사키 사토루)
5. 태양의 질투(M@STER VERSION)*
가: 아마미 하루카(나카무라 에리코)·미우라 아즈사(타카하시 치아키)
작사: 모리 유리코, 작곡·편곡: NBGI(시이나 고)
6. 서니
가: 하기와라 유키호(오치아이 유리카)·미우라 아즈사(타카하시 치아키)·미나세 이오리(쿠기미야 리에)·아키즈키 리츠코(와카바야시 나오미)·후타미 아미/마미(시모다 아사미)
작사: yura, 작곡·편곡: Funta
7. 토크 01
8. 안녕!! 아침밥(M@STER VERSION)*
가: 타카츠키 야요이(니고 마야코)·호시이 미키(하세가와 아키코)
작사: 나카무라 메구미, 작곡·편곡: NBGI(사사키 히로시인)
9. 에이전트 밤을 걷다(M@STER VERSION)*
가: 키쿠치 마코토(히라타 히로미)·후타미 아미/마미(시모다 아사미)
작사: NanaerikA-PROJECT, 작곡·편곡: NBGI(케이노 유리코), 편곡: Uraken
10. relations(M@STER VERSION)*
가: 호시이 미키(하세가와 아키코)·아키즈키 리츠코(와카바야시 나오미)
작사: NBGI(mft), 작곡·편곡: NBGI(나카가와 코지)
11. 9:02pm(M@STER VERSION)*
가: 미우라 아즈사(타카하시 치아키)·키쿠치 마코토(히라타 히로미)
작사: yura, 작곡·편곡: NBGI(Jesahm)
12. 추억에 고마워(M@STER VERSION)*
가: 호시이 미키(하세가와 아키코)·키사라기 치하야(이마이 아사미)
작사: 나카무라 메구미, 작곡·편곡: NBGI(사사키 히로시인)
13. GO MY WAY!! (M@STER VERSION)*
가: 미나세 이오리(쿠기미야 리에)·키사라기 치하야(이마이 아사미)·키쿠치 마코토(히라타 히로미)
작사: yura, 작곡·편곡: NBGI(고사키 사토루)
14. THE IDOLM@STER(M@STER VERSION)*
가: 아마미 하루카(나카무라 에리코)
작사: 나카무라 메구미, 작곡·편곡: NBGI(사사키 히로시인)
15. 단결
가: IM@S ALLSTARS[아마미 하루카(나카무라 에리코)·키사라기 치하야(이마이 아사미)·하기와라 유키호(오치아이 유리카)·타카츠키 야요이(니고 마야코)·아키즈키 리츠코(와카바야시 나오미)·미우라 아즈사(타카하시 치아키)·미나세 이오리(쿠기미야 리에)·키쿠치 마코토(히라타 히로미)·후타미 아미/마미(시모다 아사미)·호시이 미키(하세가와 아키코)]
작사: NBGI(이시하라 아키히로), 작곡·편곡: NBGI(사사키 히로시인)
16. 토크 02
17. 하늘
가: 오토나시 코토리(타키타 쥬리)
작사: yura, 작곡: NBGI(고사키 사토루)

### Disc2
1. 나는 아이돌♡(M@STER VERSION)*
가: 미나세 이오리(쿠기미야 리에)·아키즈키 리츠코(와카바야시 나오미)·호시이 미키(하세가와 아키코)
작사: 나카무라 메구미, 작곡·편곡: NBGI(사사키 히로시인)
2. 포지티브! (M@STER VERSION)
가: 후타미 아미/마미(시모다 아사미)·타카츠키 야요이(니고 마야코)·미나세 이오리(쿠기미야 리에)
작사: NBGI(mft), 작곡·편곡: NBGI(나카가와 코지)
3. My Best Friend(M@STER VERSION)*
가: 하기와라 유키호(오치아이 유리카)·아키즈키 리츠코(와카바야시 나오미)·타카츠키 야요이(니고 마야코)
작사: NBGI(uRy), 작곡·편곡: NBGI(움푹 팬 곳 히로시), 편곡: NBGI(오우에 마사코)
4. Here we go!! (M@STER VERSION)*
가: 미나세 이오리(쿠기미야 리에)·텐카이 춘향(나카무라 에리코)
작사: yura, 작곡·편곡: NBGI(Jesahm)
5. 발렌타인*
가: 후타미 아미/마미(시모다 아사미)·타카츠키 야요이(니고 마야코)
작사·작곡·편곡: 모모이 붙이는 개, 편곡: 사이토 신야
6. 신의 Birthday*
가: 키사라기 치하야(이마이 아사미)·하기와라 유키호(오치아이 유리카)·미우라 아즈사(타카하시 치아키)
작사: 이나마을 사치코, 작곡·편곡: NBGI(Yoshi)
7. 메리
가: 아마미 하루카(나카무라 에리코)·키사라기 치하야(이마이 아사미)·타카츠키 야요이(니고 마야코)·키쿠치 마코토(히라타 히로미)·호시이 미키(하세가와 아키코)
작사: yura, 작곡·편곡: Funta
8. 토크 03
9. shiny smile(M@STER VERSION)*
가: 아마미 하루카(나카무라 에리코)·하기와라 유키호(오치아이 유리카)·아키즈키 리츠코(와카바야시 나오미)
작사: 아침해제, 작곡·편곡: NBGI(Yoshi)
10. First Stage(M@STER VERSION)*
가: 하기와라 유키호(오치아이 유리카)·키쿠치 마코토(히라타 히로미)
작사: 나카무라 메구미, 작곡·편곡: NBGI(사사키 히로시인)
11. my song(M@STER VERSION)*
가: 미우라 아즈사(타카하시 치아키)·미나세 이오리(쿠기미야 리에)·키사라기 치하야(이마이 아사미)
작사: yura, 작곡·편곡: 고사키 사토루
12. 파랑새(M@STER VERSION)
가: 키사라기 치하야(이마이 아사미)
작사: 모리 유리코, 작곡: NBGI(시이나 고), 편곡: 시오이리 토시야
13. 토크 04
14. 곧바로(M@STER VERSION)*
가: 키쿠치 마코토(히라타 히로미)·미우라 아즈사(타카하시 치아키)·후타미 아미/마미(시모다 아사미)·호시이 미키(하세가와 아키코)
15. 앵콜
16. THE IDOLM@STER
가: IM@S ALLSTARS[아마미 하루카(나카무라 에리코)·키사라기 치하야(이마이 아사미)·하기와라 유키호(오치아이 유리카)·타카츠키 야요이(니고 마야코)·아키즈키 리츠코(와카바야시 나오미)·미우라 아즈사(타카하시 치아키)·미나세 이오리(쿠기미야 리에)·키쿠치 마코토(히라타 히로미)·후타미 아미/마미(시모다 아사미)·호시이 미키(하세가와 아키코)]
작곡: 나카무라 메구미, 작곡·편곡: NBGI(사사키 히로시인)
17. i
가: IM@S ALLSTARS+[아마미 하루카(나카무라 에리코)·키사라기 치하야(이마이 아사미)·하기와라 유키호(오치아이 유리카)·타카츠키 야요이(니고 마야코)·아키즈키 리츠코(와카바야시 나오미)·미우라 아즈사(타카하시 치아키)·미나세 이오리(쿠기미야 리에)·키쿠치 마코토(히라타 히로미)·후타미 아미/마미(시모다 아사미)·호시이 미키(하세가와 아키코)·오토나시 코토리(타키타 쥬리)]
작곡: 나카무라 메구미, 작곡·편곡: NBGI(사사키 히로시인)
18. 폐연의 인사

*는 리믹스, 토크 파트는 전트럭 신녹음, 리믹스 악곡의 보컬 파트는 신녹음과 기존 녹음의 혼재.